# Mimosybra trimaculata
Mimosybra trimaculata är en skalbaggsart som beskrevs av Stefan von Breuning 1953. Mimosybra trimaculata ingår i släktet Mimosybra och familjen långhorningar. Inga underarter finns listade i Catalogue of Life.